# 森塞特特雷爾牧場 (亞利桑那州)
森塞特特雷爾牧場（英語：Sunset Trail Ranch）是位於美國亞利桑那州馬里科帕縣的一個非建制地區。該地的面積和人口皆未知。

## 地理
森塞特特雷爾牧場的座標為33°24′48″N 111°38′42″W / 33.41333°N 111.64500°W，而該地的平均海拔高度為455米（即1493英尺）。